# Sulfito de potasio
El sulfito de potasio es un compuesto químico inorgánico cuya fórmula es K2SO3. Se trata de una sal con  potasio como catión y sulfito como anión. Es un aditivo alimentario utilizado como conservante bajo el número E E225. Su uso está aprobado en Australia y Nueva Zelanda, pero no en la UE.